# 龙爪镇
龙爪镇，是中华人民共和国黑龙江省牡丹江市林口县下辖的一个乡镇级行政单位。

## 行政区划
龙爪镇下辖以下地区：
龙爪村、暖泉村、湾龙村、山东会村、向阳村、红林村、泉眼村、宝林村、绿山村、高云村、兴隆村、民主村、龙丰村、植场村、小龙爪村、万宝村、新龙爪村、合发村、楚山村和龙山村。